# 花火 (ストラヴィンスキー)
《花火》（仏語：Feu d'artifice）作品4は、イーゴリ・ストラヴィンスキーの初期の管弦楽曲。スケルツォ形式によるオーケストラのための幻想曲だが、演奏に5分とかからない文字通りの小品である。ストラヴィンスキーが作曲家として名を揚げる上で役立ったが、成熟期の代表作として認められてはいない。その後の作風に比べると、大部分において非常に調的ではあるものの、複調的な響きも仄めかされている。

## 作曲の経緯
ストラヴィンスキーの自伝によると、『花火』は1908年に恩師ニコライ・リムスキー＝コルサコフの娘のナジェージダと、同門の作曲家マクシミリアン・シテインベルクとの結婚を記念して作曲されたが、リムスキー＝コルサコフはその年の6月に亡くなったために、演奏を聴くことは出来なかった。ストラヴィンスキーは師の追憶のために『葬儀の歌』を作曲したが、それ以前に『花火』は一応の完成を見ており、シテインベルク夫妻は7月11日に曲の感想を書いている。その後も改良を続け、実際に完成したのは1909年の5月から6月と考えられる。

## 演奏
自伝によると、『花火』は1909年にアレクサンドル・ジロティの指揮によって『幻想的スケルツォ』とともに初演され、初演を聞いたセルゲイ・ディアギレフがこの時からストラヴィンスキーと親密な関係を持ったことになっている。しかしこれは正しくなく、『花火』の公開初演は翌1910年1月9日であって、すでにストラヴィンスキーは『火の鳥』を書いている最中だった。ウォルシュによると、公開初演の前にも私的な演奏を何度か行っていたため、そのひとつをディアギレフが聞いた可能性は充分あるという。
1917年にバレエ・リュスは『花火』をローマで上演した。指揮はストラヴィンスキー本人により、未来派のジャコモ・バッラが舞台装置を担当した。

## 編成
ピッコロ、フルート2、オーボエ2（第2奏者コーラングレ持ち替え）、クラリネット3（第3奏者バスクラリネット持ち替え）、ファゴット2、ホルン6、トランペット3、トロンボーン3、チューバ、ティンパニ、トライアングル、シンバル、大太鼓、グロッケンシュピール、ハープ2、チェレスタ、弦五部（第1ヴァイオリン16、第2ヴァイオリン14、ヴィオラ12、チェロ10、コントラバス8）
演奏時間は約4分。